# Pseudoparmena borchmanni
Pseudoparmena borchmanni – gatunek chrząszcza z rodziny kózkowatych i podrodziny zgrzypikowych. Jedyny przedstawiciel rodzaju Pseudoparmena.

## Zasięg występowania
Gatunek ten występuje w Chinach, notowany w prowincji Fujian.